# Let Delta Connection 4819
Let Delta Connection 4819 byl pravidelný mezinárodní let z letiště Minneapolis-Saint Paul v USA do Toronta v Kanadě. Dne 17. února 2025 letoun při pokusu o přistání havaroval a převrátil se. Šlo o Bombardier CRJ900 společnosti Endeavour Air, provozované Delta Air Lines.
Z 80 lidí na palubě (76 cestujících a 4 členů posádky) bylo 21 zraněno.

## Nehoda
Letoun havaroval při pokusu o přistání na ranvej 23 na Pearsonově mezinárodním letišti v Torontu ve 14:13 EST (19:13 UTC), ocasní plocha a pravé křídlo se oddělily od trupu a vzplály. Trup se převrátil a otočil opačným směrem, než přistával. Všem lidem na palubě se podařilo opustit letadlo.
Podle Deborah Flintové, prezidentky a generální ředitelky letiště, bylo při nehodě zraněno 18 lidí. Později byl do nemocnice převezen další člověk. Dítě, muž ve věku 60 let a žena ve věku 40 let byli v kritickém stavu. Na místo havárie byly vyslány tři vrtulníky a dvě sanitky. Podle Delta Air Lines bylo do 19. února z nemocnice propuštěno 18 lidí.

## Vyšetřování
Kanadský úřad pro bezpečnost dopravy (TSB) vyslal více než 20 vyšetřovatelů, kteří se mají nehodou zabývat. Dne 18. února vyšetřovatelé uvedli, že získali záznamník hlasu z kokpitu a záznamník letových údajů a poslali je do laboratoře TSB k další analýze. Dvě přistávací dráhy letiště byly uzavřeny, aby vyšetřovatelé mohli prozkoumat trosky a přistávací dráhu.